# Lepidopora microstylus
Lepidopora microstylus is een hydroïdpoliep uit de familie Stylasteridae. De poliep komt uit het geslacht Lepidopora. Lepidopora microstylus werd in 1991 voor het eerst wetenschappelijk beschreven door Cairns. 